# 渡辺光将
渡邊 光將（わたなべ みつまさ、1964年 - ）は、日本の元レーシングドライバー。東京都出身。

## プロフィール
- 身長：178cm
- 体重：76kg
- 血液型：Rh+0

## 来歴
- 1980年3月、15歳で名門「ウエルストン・カートクラブ」でレーシングカートを始める。
- 1984年3月、地方選手権筑波FJ1600レースにデビュー。デビューレースは予選3位、決勝リタイア。
- 1985年 鈴鹿FJ1600レースにエントリーし、全レースすべて6位以内入賞。筑波シリーズでは最終戦まで2位をキープするもエンジントラブルにより最終的にランキング3位となる。この年、筑波FJ1600レースでフォーミュラー初優勝。
- 1986年 全日本F3選手権に「平凡パンチレーシングチーム」よりエントリー。チーム予算の関係から、1983年度にアイルトン・セナがドライブした英国ラルト社の旧型RT3シャシーを使用した。もともとウイングカーであるマシンをレギュレーション変更に合わせフラットボトム化したためにハンドリング悪化他の弊害があったが、雨天となった第3戦筑波でトップコンテンダーである佐藤浩二を抑えて5位に入賞。11月には、HKSが個人スポンサーになり第33回マカオグランプリF3[1]に、兵頭秀二、松井茂樹らと共に日本代表として出場。マシンのエントリーネームは「HKS平凡パンチ・ラルトRT3」。クローズド・サーキットと勝手の違う公道コースはミューが低く、凸凹の多い路面への対応に苦戦。最適なサスペンション・セッティングを見つけることができず、多大な振動によるアップライト・ハブのトラブルに終始悩まされた。結果的に第1ヒート、第2ヒートともにリタイヤ。同年、全日本ツーリングカー選手権に参戦し、筑波サーキットでクラス3位を獲得。
- 1987年、アパレルメーカー「AZUL」のスポンサードを得て「チーム・アズールスポール」から全日本F3参戦。新車ラルトRT31をドライブ。COX系ではなく非力なプライベートチューンのVWエンジンの搭載だったが、最初の筑波ラウンドでレース中ファステストラップを記録。同年の全日本F3にはイギリスF3選手権経験者のアンディ・ウォレス（1986年マカオGP優勝）、ロス・チーバー（エディ・チーバーの弟）、マウリツィオ・サンドロ・サーラ、デイヴ・スコット、アンドリュー・ギルバート＝スコット（元・佐藤琢磨のマネージャー）が参戦する中、日本人5番手となるシリーズランキング10位となる。
- 1988年「フランドルレーシングチーム」からパナソニック全日本F3選手権シリーズに参戦。若手ドライバーを集めて行われたオーディションを経て映画「Wの悲劇」の澤井信一郎監督によるパナソニック60秒テレビCMに出演。開幕戦はF3ルーキーの野田英樹と1コーナーで接触しリタイヤ。新車ラルト・RT32のシャシー性能不足により満足に走行できないことが多かった。シーズン途中にアクシデントにより故障し後半戦は精彩を欠く。
- 1989年 全日本F3選手権にスポット参戦。富士マイナーツーリング・レースに名門トリイ・レーシングから日産・サニーでスポット参戦。また富士スピードウェイで富士グランチャンピオンレースマシンをテストドライブ。故障の影響からこの年をもって引退した。

引退後はテストドライバーやジャーナリストとして活動。自動車年鑑を執筆。著書「日本と世界の自動車1996」「日本と世界の自動車1997」（成美堂出版）他。

## 車両テストの経歴
- 横浜ゴムのテストドライバーとして全日本選手権用のレーシングタイヤの開発
- 横浜ゴム太子町テストコースで一般車両用タイヤのテスト試走
- 日本自動車研究所（通称：谷田部高速試験場）旧オーバルコースで一般車最高速テスト
- ヤマハ袋井テストコースにてトヨタ車テスト試走
- 日産十勝テストコースにてスカイラインGT-Rテスト試走
- 米ゼネラルモーターズ社アリゾナテストコースにてブレイザーテスト試走
- 「平凡パンチ」のカーコーナーで稲田大二郎と共に新車リポートの担当、同誌上に執筆。
- 他

## チューニングカー・テストの経歴
チューニングカー（改造車）のサーキット・テストでは、津々見友彦とコンビを組み、筑波サーキット、日光サーキット等でタイムアタックを担当。
- タイムアタック車両 / 日産・スカイラインGT-R、トヨタ・スープラ等 / 各チューニング・メーカー
  - HKS：スカイラインGT-R
  - APEX：スカイラインGT-R
  - ヴェイルサイド：スカイラインGT-R、スープラ
  - オーテック・ツカダ：スカイラインGT-R
  - トップ・シークレット：スカイラインGT-R
  - 稲田大二郎が創刊したOPTION（三栄書房）をアシスト 他

## レース戦績
海外
- 1986年
  - マカオグランプリF3世界選手権・日本代表（#36 HKS POWER 平凡パンチ RALT RT3）（17位）

国内
- 1984年 - FJ1600筑波地方選手権（#37 WELLSTONE CART CLUB MAXIM 36J）
- 1985年
  - FJ1600鈴鹿地方選手権（#16 HKS POWER MAXIM 36J）
  - FJ1600筑波地方選手権（#16 HKS POWER MAXIM 36J）（シリーズ3位）
- 1986年
  - 全日本フォーミュラ3選手権（#36 HKS 平凡パンチ RALT RT3）（シリーズ13位）
  - 全日本ツーリングカー選手権No.3（#6 DUNLOP HONDA CIVIC E-AT）（クラス3位/総合8位）
- 1987年
  - 全日本フォーミュラ3選手権（#17 AZUL SPORTS 平凡パンチ RALT RT31）（シリーズ10位）
- 1988年
  - 全日本フォーミュラ3選手権（#22、#39 FLANDRE RACING TEAM RALT RT32）
  - F3 SUPER CUP RACE/F1日本グランプリサポートレース
- 1989年
  - 全日本フォーミュラ3選手権（YELLOW HAT RACING TEAM RALT RT32）
  - 富士マイナーツーリング選手権（トリイ・サニー）

### 全日本F3選手権
| 年     | エントラント             | シャシー                  | エンジン | タイヤ | 1       | 2      | 3      | 4       | 5       | 6      | 7       | 8       | 9       | 10      | 順位 | ポイント |
| ------ | ------------------------ | ------------------------- | -------- | ------ | ------- | ------ | ------ | ------- | ------- | ------ | ------- | ------- | ------- | ------- | ---- | -------- |
| 1986年 | ADVAN平凡パンチラルト    | ラルト・RT3               | VW GX    | Y      | SUZ     | FSW 13 | SUZ 13 | TSU 5   | NIS 8   | TSU 12 | SEN C   | SUZ Ret | SUZ     |         | 14位 | 11       |
| 1987年 | AZUR                     | ラルト・RT31              | VW GX    | Y      | SUZ Ret | TSU 12 | FSW 22 | SUZ 13  | SUG 5   | SEN 4  | NIS Ret | TSU 13  | SUZ 9   | SUZ 13  | 10位 | 20       |
| 1988年 | フランドル               | ラルト・RT31 ラルト・RT32 | VW GX    | B      | SUZ Ret | TSU 17 | FSW 14 | SUZ Ret | SUG Ret | TSU 12 | SEN 14  | SUZ 8   | NIS Ret | SUZ 19  | NC   | 0        |
| 1989年 | イエローハットレーシング | ラルト・RT32              | VW GX    | B      | SUZ     | FSW    | SUZ    | SEN C   | TSU     | SUG    | TSU DNQ | SUZ     | NIS DNQ | SUZ DNQ | NC   | 0        |

#### マカオグランプリF3
| 年     | チーム               | シャーシー/エンジン            | 予選 | ヒート1 | ヒート2 | 総合順位 |
| ------ | -------------------- | ------------------------------ | ---- | ------- | ------- | -------- |
| 1986年 | ZESTモータースポーツ | ラルト・RT3 フォルクスワーゲン | 32位 | DNF     | DNF     | NC       |

## 著書
- 1996年：自動車年鑑/日本と世界の自動車1996（成美堂出版）
- 1997年：自動車年鑑/日本と世界の自動車1997（成美堂出版）